# Bolha de corrida
| |                                                                                           |
| Mercedes C-Coupé AMG DTM, como visto na corrida II em Hockenheimring em 2014                                      | Mercedes-Benz C 63 AMG Coupé (C 204), o carro de estrada em que é baseado C-Coupé AMG DTM |
| |                                                                                           |
| Lancia 037, baseado no Lancia Montecarlo                                                                          | Lancia Montecarlo; Note-se a semelhança no centro da seção para o 037 à esquerda          |
| |                                                                                           |
| 2008 NASCAR Ford Fusion, mostrando claramente a estrutura de espaço de construção e decalques no lugar dos faróis | Um Ford Fusion comum para comparação                                                      |

Uma bolha de corrida (também conhecido como silhouette racing car) é um carro de corrida que, embora tendo uma semelhança superficial com um modelo de produção, difere substancialmente de maneiras fundamentais. O propósito da bolha é fornecer a aparência de um carro convencional de algum fabricante, para fazer uma ligação com seus consumidores, de modo a obter o máximo do marketing em benefício de seus investimentos no esporte. Eles também fornecem aos espectadores modelos conhecidos de carro com os quais eles possam se identificar.
Campeonatos automotivos podem conter apenas bolhas, ou às vezes apenas uma única categoria ou várias competindo com carros de rua modificados. Das categorias mais notáveis que utilizam bolhas no mundo, podem se destacar a NASCAR, Grupo 5, Grupo B de rali, DTM, JGTC/Super GT e V8 Supercars.
No Brasil, as categorias que utilizam bolhas mais notáveis são a Stock Car Brasil e a Copa Petrobras de Marcas.
As bolhas muitas vezes empregam chassis que possuem técnicas radicalmente diferentes, tais como chassi tubular de aço ou de fibra de carbono, monocoques, e muitos também têm configurações de motorização e transmissão completamente diferentes de seus homônimos de rua. A carroceria, geralmente, é feita de materiais leves, como o plástico reforçado com fibra de vidro ou fibra de carbono e, muitas vezes, poucas ou nenhumas peças são compartilhadas entre a bolha e a versão de rua dos carros. Estas alterações visam melhorar as características desejáveis dos componentes, tais como o aumento da rigidez do chassi, ou a potência do motor.
Devido a regras de homologação (e.g. Grupo B de rali), algumas bolhas de carros de corrida, como o Lancia 037 e Lancia Delta S4, também acabam sendo vendidos como carros de rua.